# Tábor 2020
Tábor 2020 (zkratka T2020; dříve Tábor 2002) je táborské lokální politické hnutí. Subjekt byl založen jako občanské sdružení Jiřím Fišerem v roce 1998. Hnutí je od roku 2014 nejsilnější stranou v Táboře; má také zastoupení v Zastupitelstvu Jihočeského kraje a v Senátu (senátor Marek Slabý).

## Historie

### Tábor
V komunálních volbách v roce 2002 v Táboře získal Tábor 2002 20,53 % a následně se stal součástí místní koaliční dohody, společně s ODS, ČSSD a US-DEU. Lídr hnutí Jiří Fišer získal ve volbách nejvíce preferenčních hlasů v porovnání kandidujících subjektů.
V roce 2006 hnutí zaznamenalo zisk 23 % a 7 zastupitelských mandátů. Spolu s ODS utvořilo městskou koalici.
Ve volbách 2010 získalo hnutí stejně zastupitelských mandátů jako ODS a ČSSD – každý po šesti. Následně utvořilo spolu s ČSSD a TOP 09 koalici a jeho lídr Jiří Fišer se stal na období 2010–2014 starostou města.
V komunálních volbách 2014 hnutí Tábor 2020 přesvědčivě zvítězilo. Získalo 8 mandátů z celkových 27, další subjekty v pořadí ČSSD a ANO 2011 získaly po 4 mandátech. Jiří Fišer obhájil mandát starosty pro další 4 roky.
Ve volbách 2018 hnutí obhájilo vítězství, s 18,98% obsadilo 6 mandátů, stejně jako ANO 2011; koalici vytvořilo s Piráty, hnutím JiNAK! (sdružení Strany zelených a nezávislých) a ČSSD.
Starostou města se stal Štěpán Pavlík místo Jiřího Fišera, ten již dříve avizoval, že na starostu kandidovat nebude.

### Jihočeský kraj
Poprvé hnutí Tábor 2020 kandidovalo roku 2004 v koalici se Stranou zelených a Stranou pro otevřenou společnost. Tato koalice ale s 3,2 % hlasů nezískala zastoupení. Ve volbách 2008 kandidovala místostarostka Zuzana Pečmanová za Evropské demokraty, ale tato kandidátka též neuspěla.
Do Zastupitelstva Jihočeského kraje se hnutí poprvé dostalo v roce 2012, kdy byl Jiří Fišer zvolen zastupitelem na kandidátce hnutí Jihočeši 2012. Ze všech 9 zastupitelů za Jihočechy 2012 získal Fišer nejvíce preferenčních hlasů.
Ve volbách 2016 Fišer mandát obhájil, opět na kandidátce Jihočechů 2012.
Do voleb do jihočeského zastupitelstva 2020 šlo hnutí Tábor 2020 s Jihočechy 2012 a hnutím Občané pro Budějovice. Za hnutí kandidoval Jiří Fišer, o post zastupitele se ucházel starosta Tábora Štěpán Pavlík či předseda Tábora 2020 Petr Havránek. Společná kandidátka získala 4 mandáty, z toho 2 obsadili Fišer a Pavlík. Fišer opět získal nejvíce preferenčních hlasů z celé kandidátky a navíc se stal neuvolněným radním kraje.
V roce 2022 hnutí oznámilo, že do senátních voleb bude za Tábor 2020 kandidovat táborský zastupitel a ředitel záchranné služby Jihočeského kraje Marek Slabý, ten získal také podporu ODS, KDU-ČSL a TOP 09. Tím ale byla ukončena spolupráce s Jihočechy 2012, kteří se rozhodli podpořit senátora Jaroslava Větrovského (nestraník za ANO), proti kterému Tábor 2020 dlouhodobě vystupuje. Bylo také oznámeno, že lídrem do komunálních voleb bude Štěpán Pavlík.

## Volební výsledky

### Volby do táborského zastupitelstva
| Volby | Hlasy  | Hlasy | Mandáty | Mandáty | Pozice | Postavení |
| Volby | Počet  | %     | Počet   | ±       | Pozice | Postavení |
| ----- | ------ | ----- | ------- | ------- | ------ | --------- |
| 1998  | 25 160 | 11,5  | 2/21    | ▲2      | 4.     | Koalice   |
| 2002  | 60 158 | 20,5  | 6/27    | ▲4      | ▲2.    | Koalice   |
| 2006  | 65 592 | 23,0  | 7/27    | ▲1      | ▬2.    | Koalice   |
| 2010  | 59 345 | 18,9  | 6/27    | ▼1      | ▼3.    | Koalice   |
| 2014  | 64 934 | 26,0  | 8/27    | ▲2      | ▲1.    | Koalice   |
| 2018  | 51 975 | 19,0  | 6/27    | ▼2      | ▬1.    | Koalice   |
| 2022  | 75 029 | 29,1  | 9/27    | ▲3      | ▬1.    | Koalice   |

### Volby do jihočeského zastupitelstva
| Volby | Hlasy       | Hlasy       | Mandáty | Mandáty | Postavení |
| Volby | Abs.        | %           | Abs.    | ±       | Postavení |
| ----- | ----------- | ----------- | ------- | ------- | --------- |
| 2004  | se SZ a SOS | se SZ a SOS | 0/55    |         | –         |
| 2008  | za SNK ED   | za SNK ED   | 0/55    | ▬0      | –         |
| 2012  | za JIH 12   | za JIH 12   | 1/55    | ▲1      | Opozice   |
| 2016  | za JIH 12   | za JIH 12   | 1/55    | ▬0      | Podpora   |
| 2020  | za JIH 12   | za JIH 12   | 2/55    | ▲1      | Koalice   |

### Volby do Senátu vobvodě Tábor
| Volby | Kandidát    | První kolo | První kolo | První kolo | Druhé kolo  | Druhé kolo  | Druhé kolo  |
| Volby | Kandidát    | Hlasy      | v %        | Výsledek   | Hlasy       | v %         | Výsledek    |
| ----- | ----------- | ---------- | ---------- | ---------- | ----------- | ----------- | ----------- |
| 2016  | Jiří Fišer  | 6 358      | 16,5       | 3.         | nepostoupil | nepostoupil | nepostoupil |
| 2022  | Marek Slabý | 14 186     | 30,0       | 1.         | 10 676      | 53,5        | zvolen      |